# Гваль-фіорд
Гваль-фіорд або Гвальфіорд (ісл. Hvalfjörður) — фіорд Атлантичного океану на західному березі Ісландії між Мосфельсбаїром та Акранесом. Походження назви фіорду достеменно не відомо, найрозповсюдженіша версія така, що в перекладі з ісландської «гваль-фіорд» означає «китовий фіорд», через те, що у цьому фіорді раніше дійсно водилось багато китів, яких можливо було спостерігати з берега.
За часів Другої світової війни на берегах цього фіорда діяли британська і американська військові бази. Перші дев'ять арктичних конвоїв, які йшли через Арктику до Мурманська, вирушали саме з цих місць. Після закінчення війни потреба в базах відпала, і на території американської бази стала працювати китобійна компанія «Гвалур», яка з 1980-х років припинила існування через заборону промислу китів.
Під фіордом проходить найдовший у світі підводний тунель, який простягнувся на 6 кілометрів: у нижній точці — на 160 м нижче рівня океану.